# Municipio de Wilson (condado de Rice)
El municipio de Wilson (en inglés: Wilson Township) es un municipio ubicado en el condado de Rice en el estado estadounidense de Kansas. En el año 2010 tenía una población de 112 habitantes y una densidad poblacional de 1,2 personas por km².

## Geografía
El municipio de Wilson se encuentra ubicado en las coordenadas 38°18′9″N 98°5′29″O / 38.30250, -98.09139. Según la Oficina del Censo de los Estados Unidos, el municipio tiene una superficie total de 93.67 km², de la cual 93,65 km² corresponden a tierra firme y (0,02 %) 0,02 km² es agua.

## Demografía
Según el censo de 2010, había 112 personas residiendo en el municipio de Wilson. La densidad de población era de 1,2 hab./km². De los 112 habitantes, el municipio de Wilson estaba compuesto por el 91,96 % blancos, el 4,46 % eran afroamericanos, el 0,89 % eran asiáticos, el 0,89 % eran de otras razas y el 1,79 % eran de una mezcla de razas. Del total de la población el 0,89 % eran hispanos o latinos de cualquier raza.